# 法国1815年临时政府

1815年法国临时政府，亦称法国行政委员会，是取代拿破仑一世的百日王朝政府的临时政府。
该政府组建于1815年6月22日，拿破仑一世战败退位后。
1815年7月9日，第二次波旁复辟后， 临时政府被塔列朗内阁取代。

## 构建
1815年6月12日，拿破仑离开巴黎，前往今日的比利时。6月18日，由威灵顿公爵率领的英军和布吕歇尔的普军组成的第七次反法同盟联军在滑铁卢战役中击败了拿破仑。6月22日，拿破仑回到巴黎，再一次宣布退位。同日，两院选出了临时政府成员。临时政府成员承担政府的工作，直至第二次波旁复辟。

## 成员
1815年6月22日任命委员会成员如下：
- 约瑟夫·富歇（主席、众议院选出）

- 拉扎尔·卡诺（众议院选出）

- 保罗·格雷尼尔（英语：Paul Grenier）（众议院选出）

- 阿爾芒·奧古斯特·路易·德·考蘭庫爾（英语：Armand Augustin Louis de Caulaincourt）（贵族院选出）

- 尼古拉·马丽·基内（英语：Nicolas Marie Quinette）（贵族院选出）

## 部长
1815年6月23日，四名新的临时政府成员被任命为以下部长：
- 外交：路易·皮埃尔·爱德华（英语：Louis Pierre Édouard, Baron Bignon）

- 内务：克劳德-马丽·卡诺（英语：Claude-Marie Carnot）

- 警务：约瑟夫·珀莱·德·拉·洛泽尔（英语：Joseph Pelet de la Lozère）

- 司法：安东尼·雅克·克劳德·约瑟夫（英语：Antoine Jacques Claude Joseph, comte Boulay de la Meurthe）

其他新成员保留原职：
- 财政：马丁-米歇尔-查理·戈丹（英语：Martin-Michel-Charles Gaudin）

- 资金：尼古拉·弗朗索瓦（英语：Nicolas François, Count Mollien）

- 海军和殖民地：丹尼斯·德克雷斯（英语：Denis Decrès）

- 战争：路易·尼古拉·达武

## 历史
1815年6月23日，临时政府宣布拿破仑二世为法国皇帝。布吕歇尔和威灵顿公爵率领的联军向北进军并包围巴黎。7月3日， 根据圣克卢协约，临时政府交出巴黎。巴黎被第七次反法同盟军队占领，行政委员会无法继续行使职能，委员们在7月7日辞职。夏尔·莫里斯·德塔列朗-佩里戈尔内阁在7月9日取代委员会。